# Сасанидски Јемен
Јемен (средњоперсијски: Јаман) је била провинција Сасанидског царства у касној антици на југозападу Арабије. Његове границе скоро су у потпуности одговарале данашњем Јемену.

## Историја
Јемен је 570. године освојила мала експедицијска асварских снага коју је водио сасанидски ветеран Вахрез - химијарски принц Сајф ибн Ди Јазан тада је постављен за вазалног краља Сасанида у земљи, док је Вахрез поново отишао у главни град Сасанидског царства Ктесифон . Један од главних разлога који је стајао иза сасанидског освајања био је њихов интерес да доминирају трговачким путем од Цариграда до Индије и Далеког истока, што је сада било могуће с њиховим властима успостављеним у Јемену.
Међутим, 575. или 578. године, Сајфа су убили Етиопљани током устанка, што је присилило Вахреза да се врати у Јемен са силом од 4.000 људи и да поново протера Етиопљане. Потом је поставио Сајфовог сина Мадија Кариба за новог краља Јемена. Велики ирански гарнизон овај пут је основан у Јемену, а Вахрез је био његов гувернер. Ирански војници и бирократе су започели  женидбу са локалним становништвом; њихово потомство постало је познато као Ел Абна '("синови"). Неизвесно је да ли су и даље практиковали зороастризам, или су на њега утицали паганство у Јужној Арабији и локално хришћанство. Према Ел Табарију, Вахрезови наследници били су; његов син Марзбан; његов унук Бинагар; његов унук Хурах Хозроје; а затим извесни Бадана који није био повезан са породицом Вахрез.
Након свргавања и смрти последњег истакнутог сасанидског краља (шаха) Хозроја II 628. године, ирански племићи Јемена склопили су савез са исламским пророком Мухамедом и тако је земља постала део исламске политичке структуре. Абна је задржала свој посебан идентитет током исламског периода, али је постепено упијала у локално становништво и тако нестала из записа. Њихова нисба била је Ел Абнава.

## Списак гувернера
| Date           | Governor      |
| -------------- | ------------- |
| 575 (or 578)-? | Вахрез        |
| ?-?            | Марзбан       |
| ?-?            | Бинагар       |
| ?-?            | Хурах Хозрије |
| ?-628          | Бадан         |